# بايرن ميونخ موسم 1974–75
موسم 1974–75 لنادي بايرن ميونخ هو الموسم العاشر للنادي في الدوري الألماني.